# Treball dels metalls
El treball dels metalls o metal·listeria inclou tots els processos necessaris que transformen els productes metal·lúrgics acabats (en brut o semielaborats) en peces acabades directament útils en forma aïllada o com a part d'un conjunt.

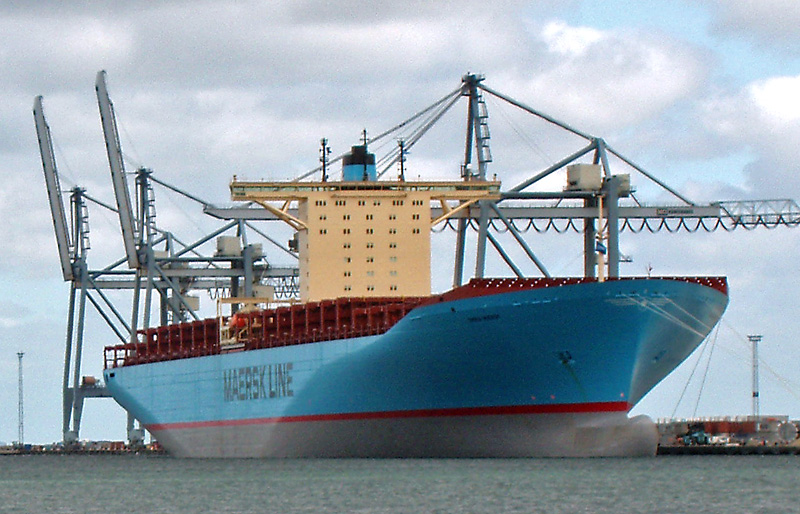
El vaixell portacontenidors Emma Mærsk desplaça 156.907 Tm. El motor principal és de la firma Wärtsilä (un dièsel de 14 cilindres i 109.000 CV que pesa 2.300 Tm). Tant el buc com el motor són, bàsicament, metàl·lics.

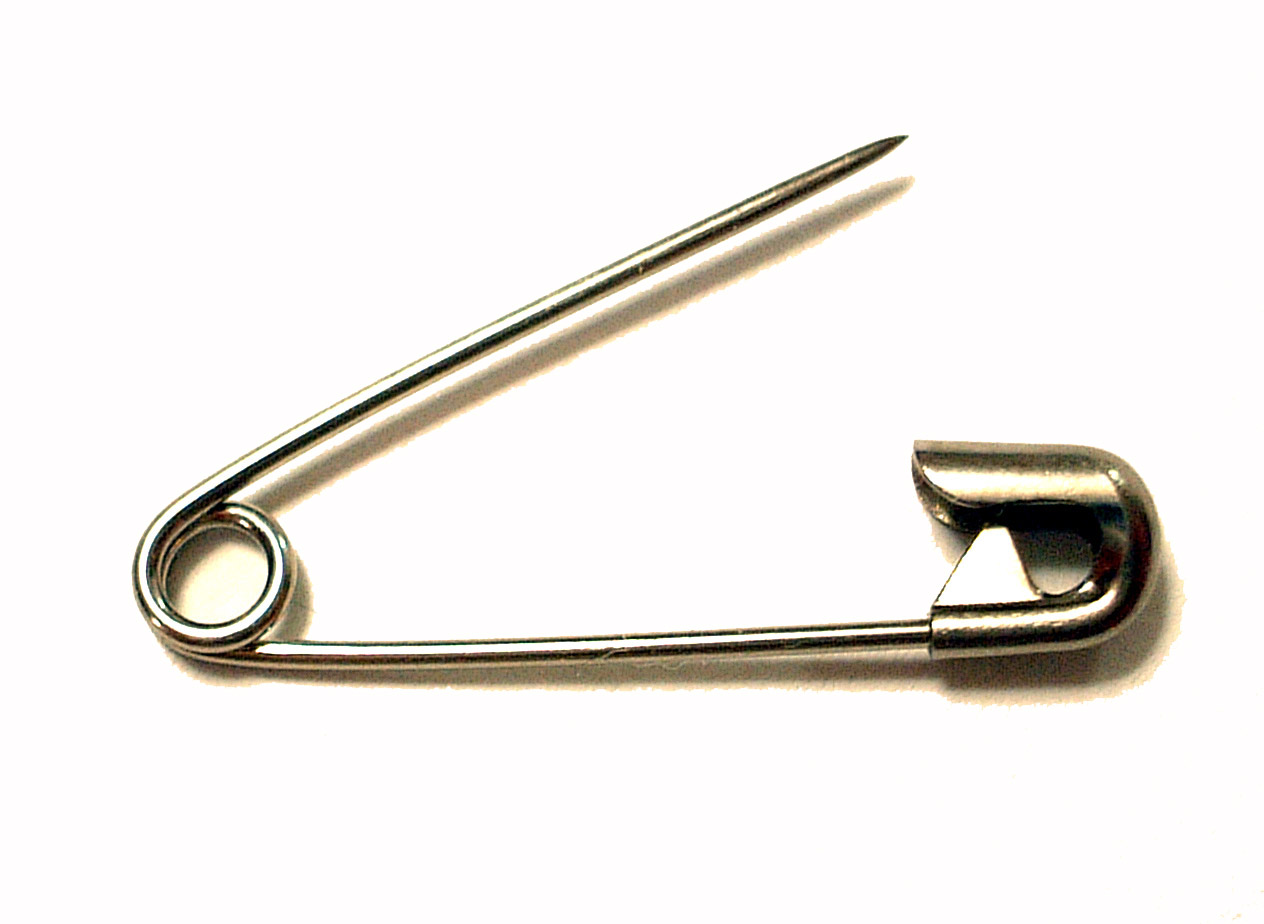
Agulla imperdible oberta.

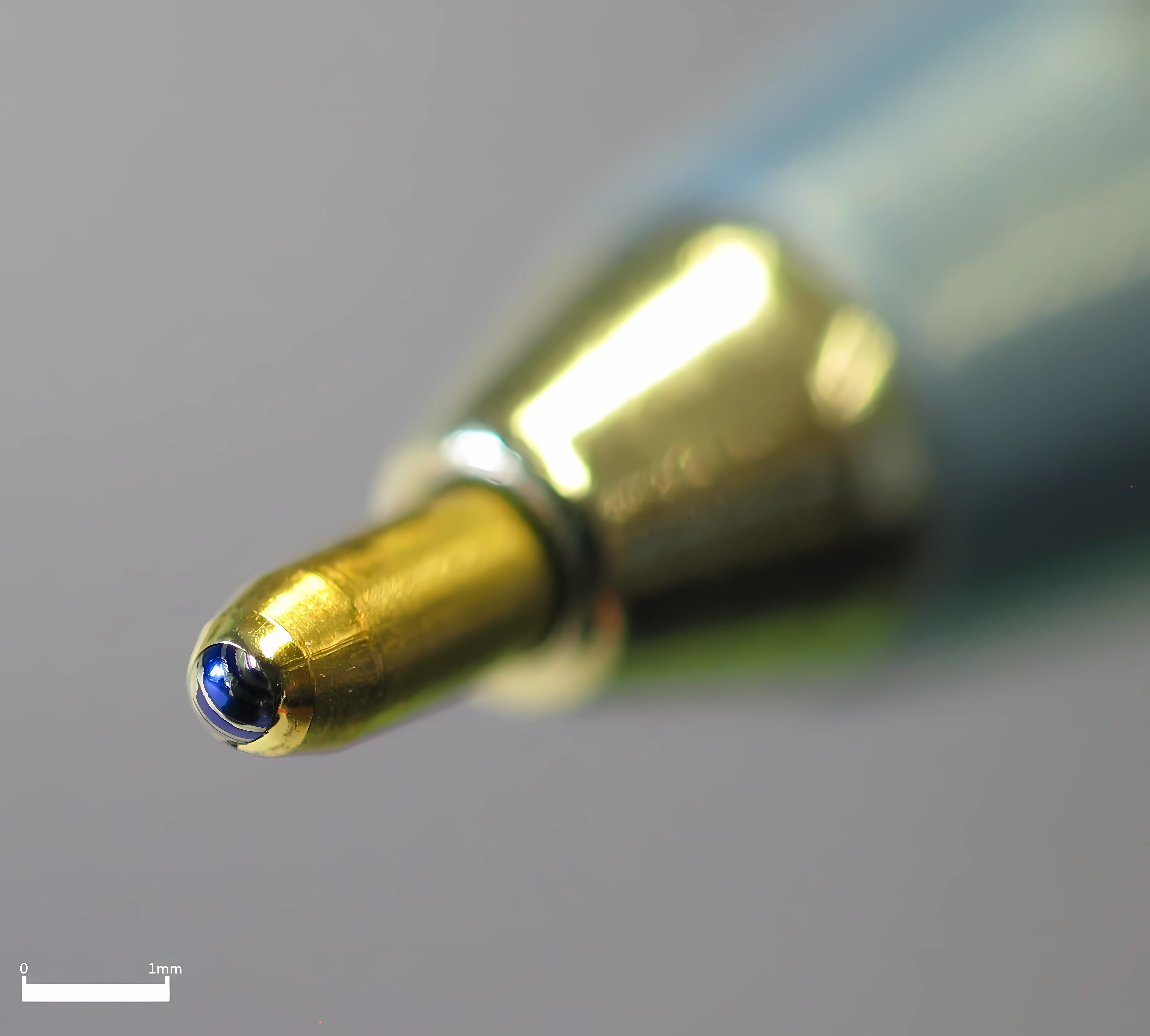
Punta d'un bolígraf; l'escala blanca indica 1 mm. L'esfera és metàl·lica.

Així com la metal·lúrgia permet obtenir metalls i aliatges d'una determinada puresa a partir dels minerals en estat natural, l'elaboració dels productes obtinguts (lingots, palanques forjades, barres, etc.) proporciona les peces finals desitjades: bieles, cigonyals, bigues, olles, agulles imperdibles, ...
La varietat de peces metàl·liques és molt gran. També ho són els seus pesos i les seves dimensions. El buc d'acer d'un vaixell forma una sola peça de milers de tones. La petita bola esfèrica d'un bolígraf se situaria a l'altre extrem dins de les dimensions visible a ull nu. La nanotecnologia comporta unes tècniques d'elaboració de peces microscòpiques, algunes o la majoria de les quals fetes a partir de metalls o aliatges.
Els processos de treball dels metalls són diversos i poden ser classificats de maneres diferents.

## Història

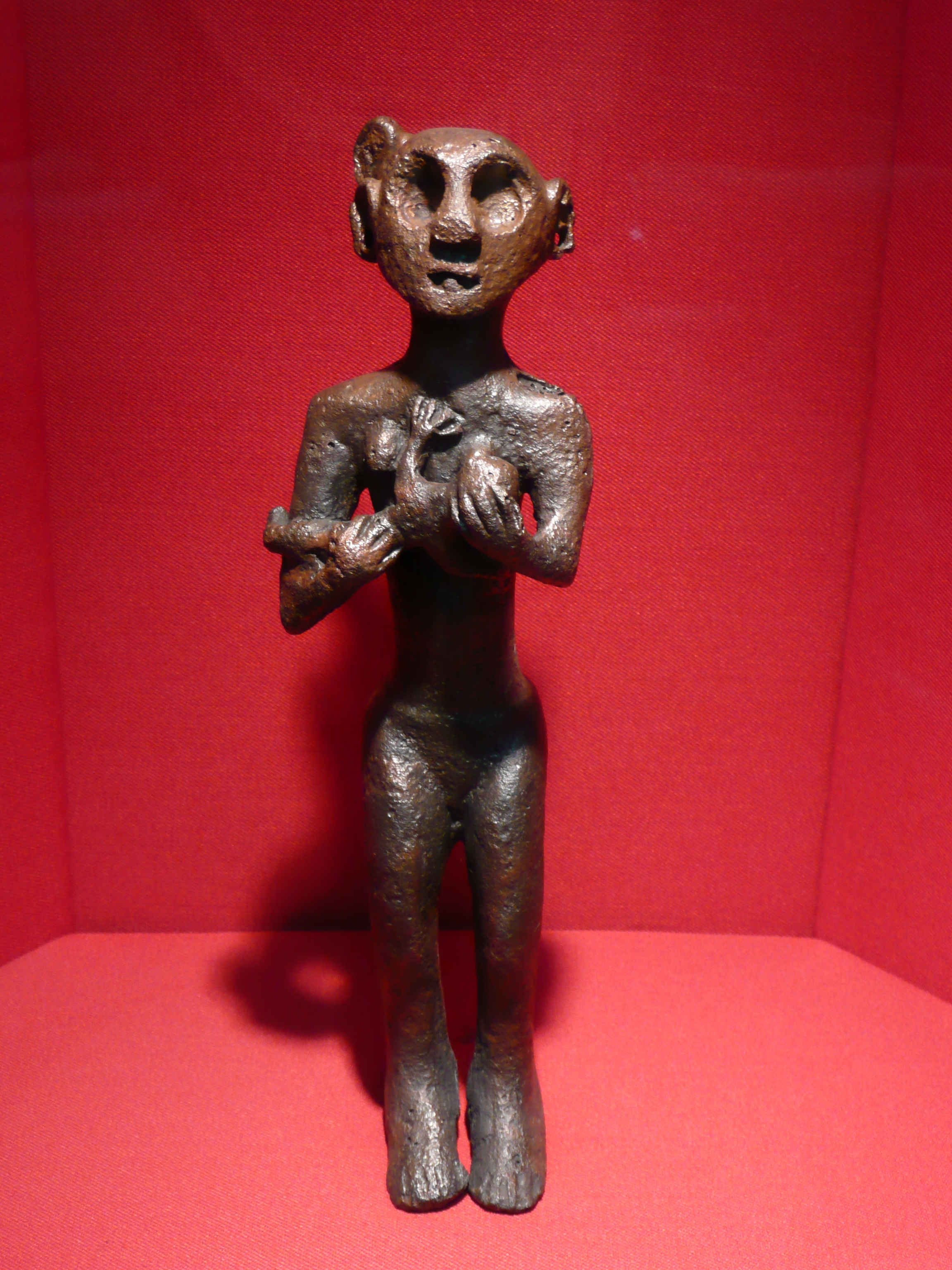
Estatueta de bronze trobada a Horoztepe (Turquia)

El coure és un dels pocs metalls que es poden trobar a la natura en estat "natiu", és a dir, sense combinar amb altres elements. Per això va ser un dels primers a ser utilitzat per l'ésser humà. Els altres metalls nadius són l'or, el platí, la plata i el ferro provinent de meteorit.
Com que l'or i la plata es fabricaven ja des de la prehistòria, utensilis molt variats com els gerros, peces d'adorn, joies, monedes i estàtues seguint l'estil, l'ornamentació i el gust propis de l'època i de la nació que els elabora, com es pot observar recorrent les principals civilitzacions.
Les tècniques emprades a la feina de l'or van ser molt senzilles a l'inici. El martellejat en fred proporcionava làmines i fils que podien adoptar formes diferents. Posteriorment, però encara en una època primerenca, es van utilitzar l'escalfat i la fusió. Els avenços tècnics van suposar una diversificació de les formes.
El coure es va treballar a l'antic Egipte i el seu ús va ser molt difós a Europa durant els segles XVII-XVIII, especialment per fabricar estris domèstics. A l'antiga Grècia es van usar el bronze i el llautó. Mentre que durant l'edat mitjana es van fabricar plats i gerres de peltre. A partir del segle xvi, es va popularitzar l'ús del ferro forjat per fabricar reixes i balustrades decoratives.

## Classificació general
Els processos de treballat dels metalls poden classificar-se de forma general segons els tres grups següents:
- Processos de conformació
- Processos amb despreniment de material
- Processos d'unió

Cadascun dels grups anteriors consta de processos diversos.

## Processos complementaris

### Tractaments tèrmics
V. Tractament tèrmic
Hi ha dos grans grups de tractaments tèrmics: els tractaments tèrmics dels acers i foses i els tractaments tèrmics d'altres aliatges.
Combinant temperatura i temps en processos ben controlats és possible obtenir peces amb les característiques adequades (duresa, tenacitat, resiliència…). Cada aliatge ha de seguir processos particulars molt ben definits.
Alguns dels tractaments tèrmics són els següents:
- Tremp
- Recuita de normalització
- Recuita
  - Tractaments tèrmics especials

### Tractaments superficials
En molts casos, a part o a més de tractaments tèrmics que afectin tota la peça, es realitzen tractaments superficials que només afecten el volum més superficial de la peça.
Una classificació general dels tractaments superficials els agruparia en tractaments que cerquen la duresa i tractaments de protecció.
Alguns dels tractaments que augmenten la duresa superficial són els següents:
- Tremp superficial
- Cementació
- Nitruració
- Carburació
- Cianuració
- Nitruració

Alguns tractaments de protecció:
- Galvanització (zincat)
- Niquelat
- Cromat
- Cadmiat
- Metalitzat per projecció
- Pavonat
- Fosfatat
- Parkeritzat

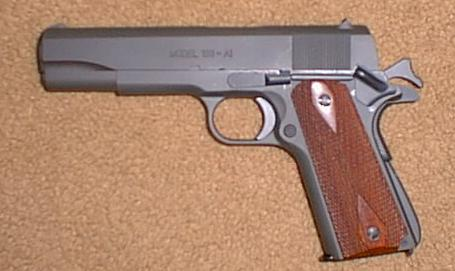
Pistola automàtica d'acer parkeritzat.

- Anoditzat (per a peces d'alumini i aliatges)
- Teflonat

Tractaments especials i altres:
- Decapat
- Sorrejat
- Granallat
- Pintura

## Tecnologies auxiliars
En la pràctica és impossible dissociar els processos estrictes de modificació i elaboració de peces metàl·liques d'algunes tecnologies indispensables per a assolir els objectius desitjats. Algunes d'aquestes tècniques són les següents:
- Metrologia
- Assaigs químics i similars
- Assaigs destructius
- Assaigs no destructius
- Prevenció de la corrosió
- Estadística
- Mètodes d'increment de la producció

...etc.

## Processos de conformació
Els processos de conformació es basen en el canvi de forma del material, sense arrencar matèria de la peça en brut (sense ferritja, llimalles, vapor o plasma). La conformació de les peces (deformació par a aconseguir la forma desitjada) pot fer-se per combinació de temperatura, pressió i deformació mecànica. Probablement, la tècnica més antiga de conformat de metalls és el martellejat. S'estima que cap al 2500 aC es va començar a utilitzar l'abocament de metall fos en motlles. Posteriorment, es van utilitzar tècniques de recargolat, enganxat amb reblons i soldadura.
Un concepte important és el de "treball en fred". Les peces poden ser treballades "en fred" o "en calent".

### Colada[3]

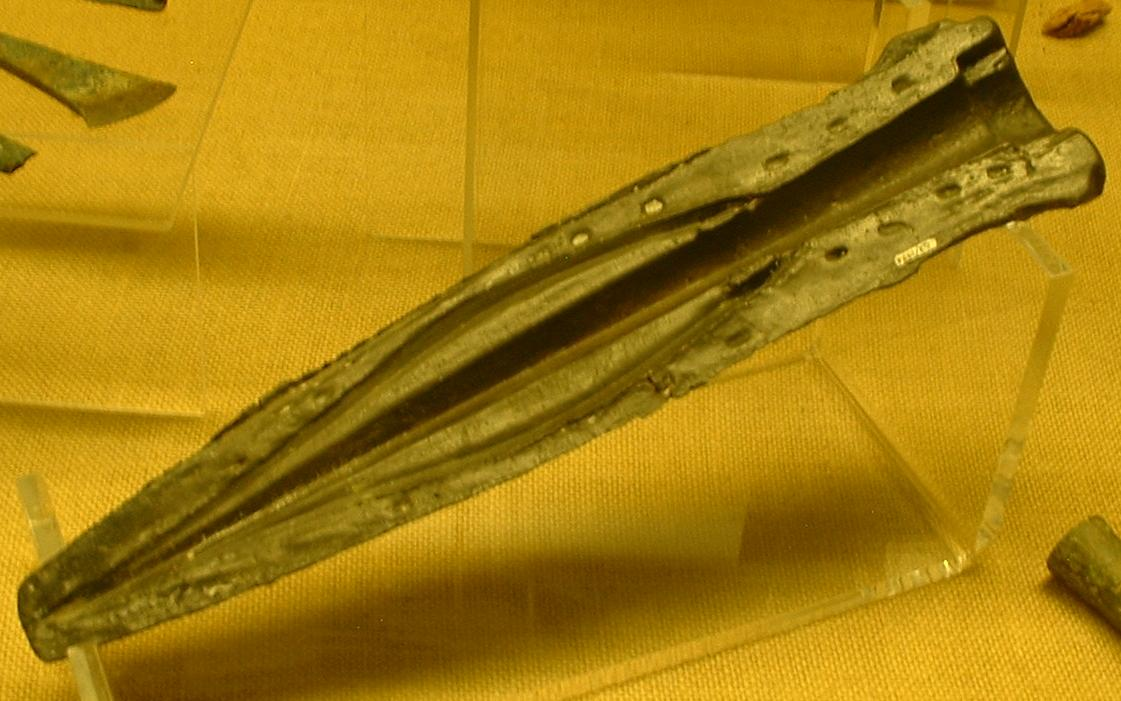
Meïtat d'un motlle per a colar puntes de llança de bronze. Datat entre 1400-1000 aC.

En els diversos processos de colada la forma desitjada s'obté vessant el metall fos (pur o en aliatge) en un motlle i deixant-lo refredar. Normalment els metalls es fonen en gresols.
- Processos
- Colada centrifugada
- Colada contínua
- Colada a pressió
- Colada en motlle volàtil
- Colada a la cera perduda
- Colada en motlle permanent
- Colada en motlle de guix
- Colada en motlle de sorra
- Colada semisòlida
- Colada en motlle ceràmic
- Colada en motlle de sorra vernissada
- Colada en motlle giratori de cautxú

- Components
- Radiador (colada)
- Caixa de motlle
- Nucli (colada)
- Marc de motlle
- Sorra d'emmotllar
- Model d'emmotllar
- Massalota
- Abeurador de colada

- Altres conceptes
- Defecte de colada
- Desbast (metal·lúrgia)
- Despulla
- Escòria
- Lingot

### Deformació plàstica

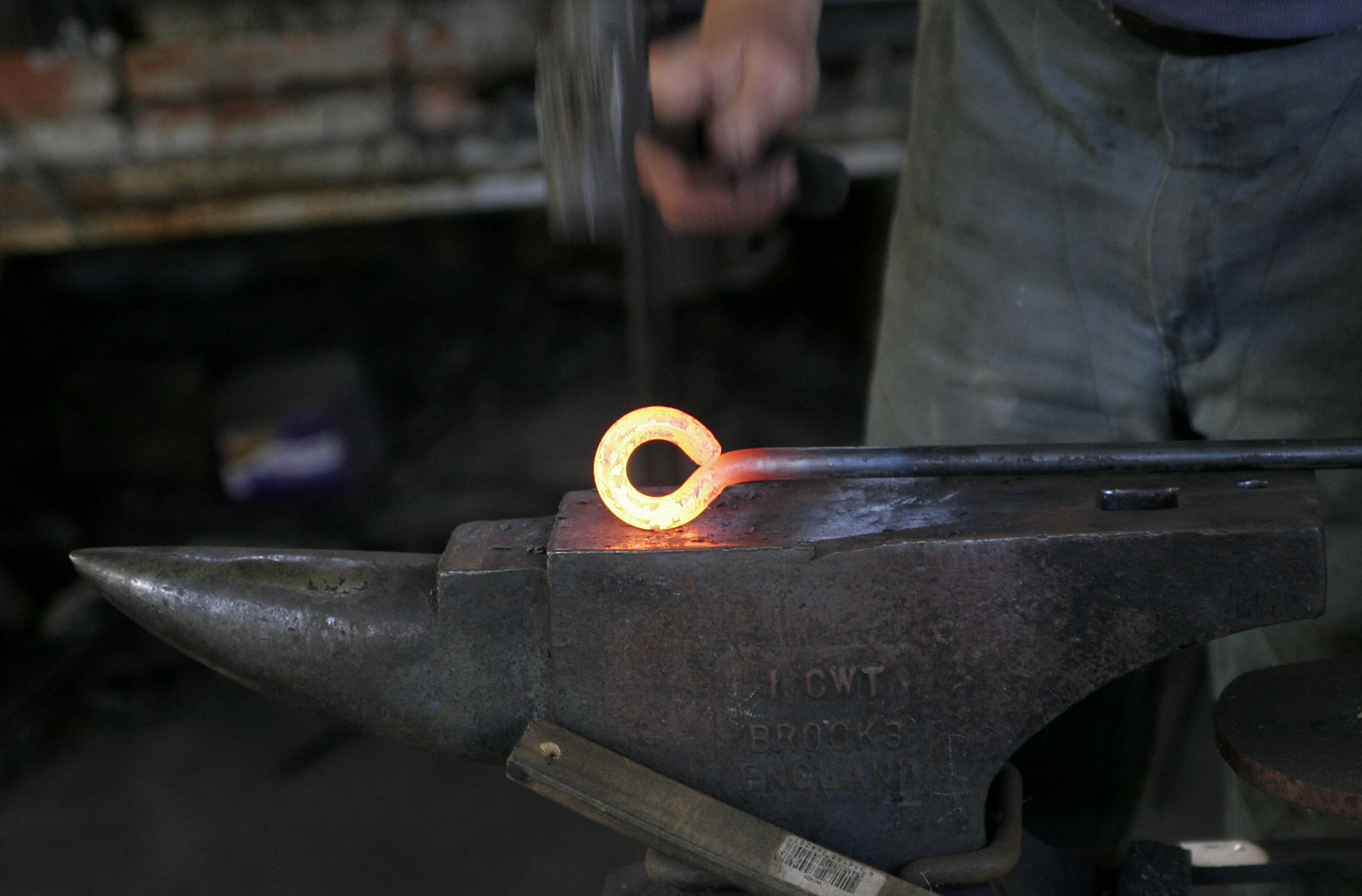
Un ferrer forjant una anella al cap d'una barra. Vegeu la part roent que permet la deformació segons la forma desitjada.

La deformació plàstica implica l'ús de pressions que conformin la peça en la forma desitjada. Molt sovint la peça s'escalfa a una certa temperatura (variable per a cada aliatge) que permeti la seva deformació "en calent".
En el cas del ferro i de l'acer el paper dels ferrers, forjant eines, armes i ferradures (amb el material roent sobre l'enclusa) és prou conegut.
Alguns processos són els següents:
- Treball en fred
- Extrusió i laminació
- Forja
  - manual
  - mecànica per impacte
  - mecànica amb premsa
- Pulvimetalúrgia
- Trepanat per fricció

#### Treball de les xapes

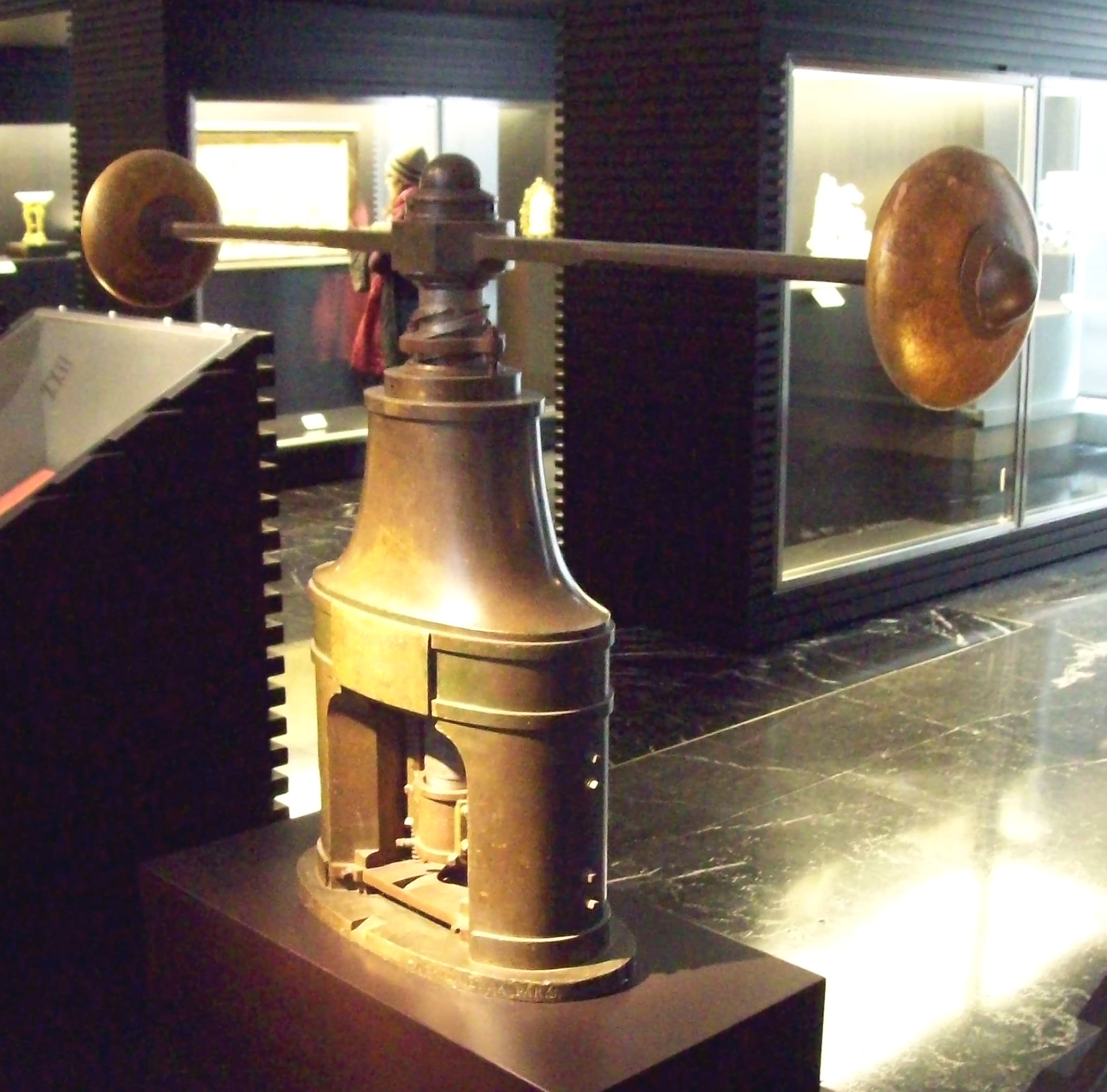
Premsa d'encunyar moneda (1831).

Mitjançant el procés de laminació molts metalls i aliatges es comercialitzen en forma de planxes o xapes primes. Els processos de conformació o elaboració de les xapes inclouen entre altres els següents (tots són del tipus de "treball en fred"):
- Doblegat
- Encunyat o troquelat
- Aplanat
- Embotició profunda
- Extrusió
- Repussat
- Repujat
- Forjat en fred (?)
- Laminat
- Estampat
- Estampat elastomèric
- Troquelat
- Conformació amb roda anglesa

## Processos amb despreniment de material
En els processos amb despreniment de material la peça en brut es treballa suprimint les parts sobreres de manera que la peça acabada quedi en la forma i dimensions desitjades.
Segons la forma i dimensions el material de rebuig pot ser en forma de ferritja, llimalla o petites partícules no recuperables. En casos extrems (mecanitzat químic, per làser o altres) el material sobrer queda amagat en la solució o vaporitzat).
El tall és un conjunt de processos en què el material es porta a una geometria específica mitjançant l'eliminació de l'excés de material utilitzant diversos tipus d'eines per deixar una peça acabada que compleixi les especificacions. El resultat net del tall són dos productes, el residu o material sobrant i la peça acabada. A la feina de la fusta, els residus serien les serradures i l'excés de fusta. Al tall de metalls, els residus són els encenalls i l'excés de metall.
Els processos de tall es divideixen en tres categories principals:
- Processos de producció d'encenalls més coneguts com el mecanitzat
- Cremat, un conjunt de processos en què el metall es talla oxidant un tall per separar trossos de metall.

- Processos especials diversos, que no entren fàcilment en cap de les categories anteriors

Perforar un forat en una peça metàl·lica és l'exemple més comú d'un procés de producció d'encenalls. L'ús d'un bufador de tall amb oxitall per separar una placa d'acer en trossos més petits és un exemple de cremat. El fresat químic és un exemple de procés especialitzat que elimina l'excés de material mitjançant l'ús de productes químics de gravat i emmascarament.
Hi ha moltes tecnologies disponibles per tallar metall, incloent-hi:
- Tecnologies manuals: serra, cisell, cisalla o tisores
- Tecnologies mecàniques: tornejat, fresat, trepant, rectificat, serra.
- Tecnologies de soldadura/cremat: cremat per làser, cremat per oxitall, i plasma
- Tecnologies d'erosió: per raig d'aigua, descàrrega elèctrica, o mecanitzat per flux abrasiu.
- Tecnologies químiques: mecanitzat fotoquímic

El fluid de tall o refrigerant s'utilitza quan hi ha una fricció i una calor significatives en la interfície de tall entre una maduixa, com un trepant o una maduixa, i la peça de treball. El refrigerant s'introdueix generalment mitjançant una polvorització a través de la cara de l'eina i la peça de treball per disminuir la fricció i la temperatura a la interfície eina de tall/peça de treball per evitar el desgast excessiu de l'eina. A la pràctica, hi ha molts mètodes de subministrament de refrigerant.
Els processos bàsics són els següents:
- Mecanitzar 
  - Tornejar
  - Fresar
  - Mandrinar
  - Brotxar
- Processos que produeixen llimalles
  - Llimat
- Mecanitzat per abrasius
  - Rectificar
- Altres processos.
  - Mecanitzat químic
  - Electroerosió
  - Mecanitzat per làser.

## Processos d'unió
En molts casos les peces acabades són d'un únic material i poden fabricar-se de forma econòmica a partir d'una peça en brut. En molts altres casos la millor manera de fabricar una peça acabada és a partir de dues o més peces unint-les de forma sòlida.
Els processos d'unió que permeten ajuntar dues peces són els següents:
- Soldadura
- Unions reblades
- Unions per cargols
- Unions per encaix amb interferència

### Soldadura
La soldadura permet unir peces metàl·liques de manera fàcil i econòmica. També permet adobar peces colades amb petits defectes sempre que se seguixin les normes adequades (Per exemple: en cossos de bombes hidràuliques i vàlvules alguns defectes de colada poden ser adobats mitjançant un sanejament de la zona i una aportació de material segons norma, estalviant diners i, principalment, temps).
Alguns tipus de soldadura són els següents:
- Soldadura a l'arc
- Soldadura forta o amb plata
- Soldadura tova

#### Soldadura forta
La soldadura forta és un procés d'unió en què un metall d'aportació es fon i s'introdueix en una capil·lar formada per l'assemblatge de dues o més peces de treball. El metall d'aportació reacciona metal·lúrgicament amb les peces de treball i se solidifica al capil·lar, formant una unió forta. A diferència de la soldadura, la peça no es fon. La soldadura forta és similar a la soldadura tova, però es produeix a temperatures superiors a 450 °C. La soldadura forta té l'avantatge de produir menys tensions tèrmiques que la soldadura, i els conjunts soldats tendeixen a ser més dúctils que els soldats perquè els elements d'aliatge no es poden segregar i precipitar.
Les tècniques de soldadura forta inclouen la soldadura per flama, la soldadura per resistència, la soldadura al forn, la soldadura per difusió, la soldadura per inducció i la soldadura en buit.

#### Soldadura tova

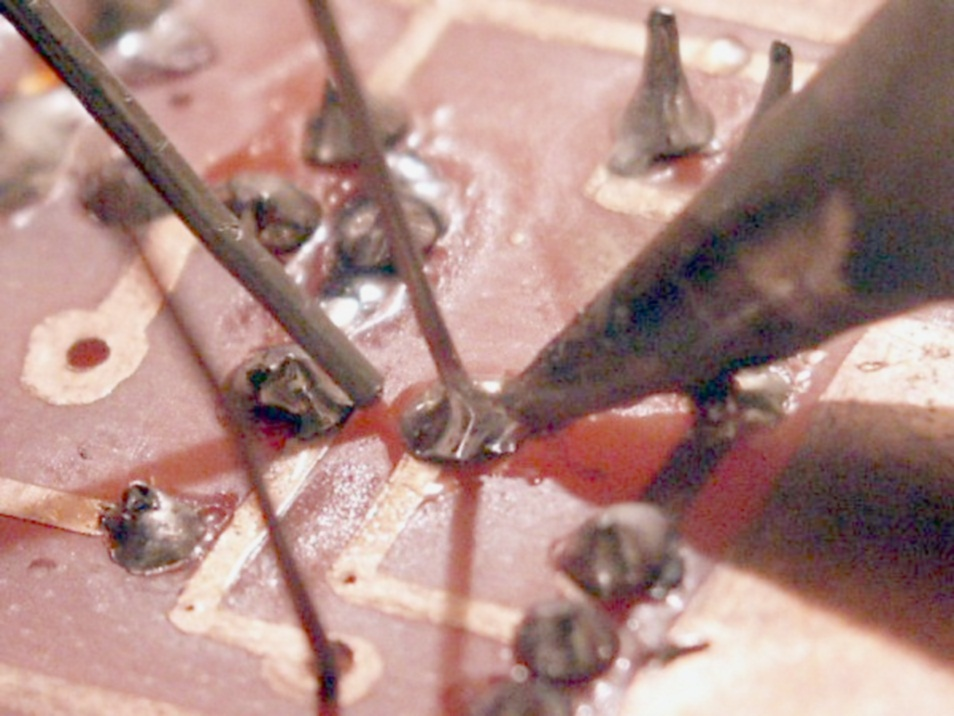
Soldadura d'una placa de circuit imprès.

La soldadura tova és un procés d'unió que es produeix a temperatures inferiors a 450 °C. És similar a la soldadura forta en el sentit que un farciment es fon i s'introdueix en un capil·lar per formar una unió, encara que a una temperatura més baixa. A causa d'aquesta menor temperatura i dels diferents aliatges utilitzats com a farciment, la reacció metal·lúrgica entre el farciment i la peça és mínima, cosa que dona lloc a una unió més feble.

### Unions reblades
V. Rebló
El reblat és un dels processos d'unió de metalls més antics. El seu ús va decaure notablement durant la segona meitat del segle xx, però encara conserva usos importants en la indústria i la construcció, i en oficis artesanals com la joieria, la fabricació d'armadures medievals i l'alta costura metàl·lica a principis de l'segle xxi. L'ús anterior dels reblons és substituït per les millores en les tècniques de soldadura i de fabricació de components.
Un rebló és essencialment un pern de dos caps i sense rosca que manté unides altres dues peces de metall. Els forats es treparen o perforen (perforen) a través de les dues peces de metall que s'uneixen. Un cop alineats els forats, es passa un rebló a través d'ells i es formen caps permanents als extrems del rebló utilitzant martells i matrius de formació (mitjançant treball en fred o treball en calent).
Els reblons solen comprar-se amb un cap ja format.
Quan cal retirar els reblons, es talla un dels caps del rebló amb un cisell en fred. A continuació, el rebló s'extreu amb un martell i un punxó.

### Unions cargolades
V. Unions caragolades

### Unions encaixades per dilatació/interferència
Un sistema molt eficaç d'unió es basa en l'ajustament de peces mascle i femella mecanitzades amb interferència. En fred aquestes peces no es podrien muntar perquè el diàmetre femella és més petit que el diàmetre del mascle. Però, aprofitant les dilatacions, la peça femella s'escalfa (augmentant el seu diàmetre) i la peça mascle es refreda (per exemple amb nitrogen líquid; i el seu diàmetre minva). Amb les toleràncies adequades les peces es poden muntar. A la temperatura ambient o de treball, la interferència mecànica provoca un esforç d'ajustament important que combinat amb l'esforç de fregament entre les superfícies implicades, proporciona una unió sólida.
El cigonyal del motor de l'automòbil Citroën 2CV (i models derivats) estava construït per aquest sistema.